# Alexei Ulanov
Alexei Nikolayevich Ulanov  (em russo:  Алексей Николаевич Уланов; Moscou, RSFS da Rússia, 4 de novembro de 1947) é um ex-patinador artístico russo que competiu em competições de duplas. Ele foi campeão olímpico em 1972 ao lado de Irina Rodnina.

## Principais resultados

### Com Liudmila Smirnova
| Resultados           | Resultados        | Resultados        | Resultados    | Resultados    | Resultados    | Resultados    | Resultados    | Resultados    | Resultados    | Resultados    | Resultados    | Resultados    |
| Internacional        | Internacional     | Internacional     | Internacional | Internacional | Internacional | Internacional | Internacional | Internacional | Internacional | Internacional | Internacional | Internacional |
| Evento/Temporada     | 1972– 1973        | 1973– 1974        |               |               |               |               |               |               |               |               |               |               |
| -------------------- | ----------------- | ----------------- | ------------- | ------------- | ------------- | ------------- | ------------- | ------------- | ------------- | ------------- | ------------- | ------------- |
| Campeonato Mundial   | Medalha de prata  | Medalha de prata  |               |               |               |               |               |               |               |               |               |               |
| Campeonato Europeu   | Medalha de prata  | Medalha de bronze |               |               |               |               |               |               |               |               |               |               |
| Prize of Moscow News |                   | Medalha de ouro   |               |               |               |               |               |               |               |               |               |               |
| Nacional             |                   |                   |               |               |               |               |               |               |               |               |               |               |
| Campeonato Soviético | Medalha de bronze |                   |               |               |               |               |               |               |               |               |               |               |

### Com Irina Rodnina
| Resultados                                            | Resultados        | Resultados        | Resultados      | Resultados      | Resultados      | Resultados    | Resultados    | Resultados    | Resultados    | Resultados    | Resultados    | Resultados    |
| Internacional                                         | Internacional     | Internacional     | Internacional   | Internacional   | Internacional   | Internacional | Internacional | Internacional | Internacional | Internacional | Internacional | Internacional |
| Evento/Temporada                                      | 1967– 1968        | 1968– 1969        | 1969– 1970      | 1970– 1971      | 1971– 1972      |               |               |               |               |               |               |               |
| ----------------------------------------------------- | ----------------- | ----------------- | --------------- | --------------- | --------------- | ------------- | ------------- | ------------- | ------------- | ------------- | ------------- | ------------- |
| Jogos Olímpicos                                       |                   |                   |                 |                 | Medalha de ouro |               |               |               |               |               |               |               |
| Campeonato Mundial                                    |                   | Medalha de ouro   | Medalha de ouro | Medalha de ouro | Medalha de ouro |               |               |               |               |               |               |               |
| Campeonato Europeu                                    | 5.º               | Medalha de ouro   | Medalha de ouro | Medalha de ouro | Medalha de ouro |               |               |               |               |               |               |               |
| Prize of Moscow News                                  | Medalha de ouro   | Medalha de prata  | Medalha de ouro |                 |                 |               |               |               |               |               |               |               |
| Nacional                                              |                   |                   |                 |                 |                 |               |               |               |               |               |               |               |
| Campeonato Soviético                                  | Medalha de bronze | Medalha de bronze | Medalha de ouro | Medalha de ouro |                 |               |               |               |               |               |               |               |
|                                                       |                   |                   |                 |                 |                 |               |               |               |               |               |               |               |
| Legenda: Competição não foi disputada nesta temporada |                   |                   |                 |                 |                 |               |               |               |               |               |               |               |